# Tiszavárkony
Tiszavárkony is een plaats (község) en gemeente in het Hongaarse comitaat Jász-Nagykun-Szolnok. Tiszavárkony telt 1751 inwoners (2002).